# ديسي (إثيوبيا)
ديسي (بالأمهرية: ደሴ )‏ هي مدينة، تتبع South Wollo Zone ‏، بلغ عدد سكانها 187,900  نسمة، في 2015، تبلغ مساحتها 15٫08 كيلومتر مربع.

## المناخ
يظهر الجدول التالي التغييرات المناخية على مدار السنة لديسي:
| البيانات المناخية لـديسي                   | البيانات المناخية لـديسي | البيانات المناخية لـديسي | البيانات المناخية لـديسي | البيانات المناخية لـديسي | البيانات المناخية لـديسي | البيانات المناخية لـديسي | البيانات المناخية لـديسي | البيانات المناخية لـديسي | البيانات المناخية لـديسي | البيانات المناخية لـديسي | البيانات المناخية لـديسي | البيانات المناخية لـديسي | البيانات المناخية لـديسي |
| الشهر                                      | يناير                    | فبراير                   | مارس                     | أبريل                    | مايو                     | يونيو                    | يوليو                    | أغسطس                    | سبتمبر                   | أكتوبر                   | نوفمبر                   | ديسمبر                   | المعدل السنوي            |
| ------------------------------------------ | ------------------------ | ------------------------ | ------------------------ | ------------------------ | ------------------------ | ------------------------ | ------------------------ | ------------------------ | ------------------------ | ------------------------ | ------------------------ | ------------------------ | ------------------------ |
| متوسط درجة الحرارة الكبرى °م (°ف)          | 22.7 (72.9)              | 23.1 (73.6)              | 22.4 (72.3)              | 23.4 (74.1)              | 24.5 (76.1)              | 25.3 (77.5)              | 24.1 (75.4)              | 23.0 (73.4)              | 22.2 (72.0)              | 22.6 (72.7)              | 21.7 (71.1)              | 22.0 (71.6)              | 23.1 (73.6)              |
| متوسط درجة الحرارة الصغرى °م (°ف)          | 5.4 (41.7)               | 7.1 (44.8)               | 6.9 (44.4)               | 8.4 (47.1)               | 8.1 (46.6)               | 9 (48)                   | 10.3 (50.5)              | 10 (50)                  | 9.2 (48.6)               | 6.3 (43.3)               | 4.1 (39.4)               | 4.1 (39.4)               | 7.4 (45.3)               |
| الهطول مم (إنش)                            | 25 (1.0)                 | 40 (1.6)                 | 81 (3.2)                 | 95 (3.7)                 | 75 (3.0)                 | 41 (1.6)                 | 273 (10.7)               | 283 (11.1)               | 144 (5.7)                | 45 (1.8)                 | 20 (0.8)                 | 23 (0.9)                 | 1٬145 (45.1)             |
| المصدر: Climate-Data.org, altitude: 2,470m |                          |                          |                          |                          |                          |                          |                          |                          |                          |                          |                          |                          |                          |